# Zwartzusters
Die Zwartzusters („schwarze Schwestern“) sind eine römisch-katholische Ordensgemeinschaft und der belgische Zweig der Ordensfamilie der Cellitinnen. Der Orden gehört zur großen Familie der Alexianer, Grauwzusters und Cellitinnen.
Die Zwartzusters leben nach der Regel des heiligen Augustinus und haben einen durch gemeinsames Gebet und praktische Arbeit geprägten Tagesablauf. Wie die Cellitinnen in Deutschland, so sind auch die verschiedenen Kongregationen der Zwartzusters alle bischöflichen Rechtes.  In der Krankenpflege beheimatet, waren sie früher vor allem in der ambulanten Krankenpflege tätig. Hierdurch gehörten sie zu den wenigen Frauenorden, deren Schwestern nicht an die Einhaltung der päpstliche Klausur gebunden waren. Mit dem 19. und 20. Jahrhundert entwickelten sich die Klöster der Zwartzusters häufig zu Krankenhäusern, so dass sie sich heute kaum noch von anderen pflegenden Ordensgemeinschaften unterscheiden.
Wie bei den Benediktinerinnen, so waren auch die Klöster der Zwartzusters ursprünglich selbständig. Als es im Verlauf des 19. und 20. Jahrhunderts dann sehr viele Eintritte gab, entwickelten sich die verschiedenen Klöster zu Kongregationen und es kam zur Gründung abhängiger Filialklöster. Weil seit den 1960er Jahren die Eintrittszahlen stark zurückgingen, stehen viele Häuser kurz vor der Auflösung. In Belgien gibt es noch folgende Kongregationen:
- Aalst – Zwarte Zusters van de H. Augustinus
- Antwerpen – Zwartzusters
- Asse – Zwartzusters Augustinessen
- Belle – Soeurs de Notre-Dame du Fief
- Brügge – Zwartzusters
- Dendermonde – Schwarze Schwestern von Dendermonde
- Gent – Zwartzusters Augustinessen
- Halle – Augustinessen Zwartzusters
- Ieper – Zwartzusters
- Lier – Zwartzusters
- Rupelmonde – Augustinessen Zwartzusters
- Sint Truiden – Zwartzusters
- Bengadi – Zusters Augustinessen

## Ehemalige Klöster und Kongregationen der Zwartzusters
- Zwartzusters Amersfoort
- Zwartzusters Amsterdam
- Soeurs Noires Augustines de Bruxelles
- Zwartzusters Dixmuide
- Zwartzusters Duinkerke
- Zwartzusters Edingen
- Zwartzusters Lessines
- Zwartzusters Löwen
- Zwartzusters Mechelen
- Augustine Soeurs Noires de Mons
- Zwartzusters Oostende
- Zwartzusters Oudenaarde
- Zwartzusters Pamele
- Zwartzusters Ronse
- Zwartzusters Tournai
- Tournai, Augustines Soeurs Noires
- Zwartzusters Veurne